# Cabarete
Cabarete är en ort i Dominikanska republiken.   Den ligger i provinsen Puerto Plata, i den norra delen av landet, 150 km norr om huvudstaden Santo Domingo. Cabarete ligger 12 meter över havet och antalet invånare är 4 094.
Terrängen runt Cabarete är varierad. Havet är nära Cabarete åt nordost. Runt Cabarete är det tätbefolkat, med 257 invånare per kvadratkilometer. Närmaste större samhälle är Gaspar Hernández, 19,2 km sydost om Cabarete. Omgivningarna runt Cabarete är en mosaik av jordbruksmark och naturlig växtlighet.